# Компромат
Думата компромат е русизъм,
(съкращение от руски компрометирующий материал). Компроматът са улики, материали и факти за измислена, инсценирана или действителна постъпка на човек, които се разпространяват с цел престижът му да бъде уронен.
Компроматът обикновено представлява документ, съдържащ информация, която разобличава тъмните страни от дейността на човек или организация. Компроматите са един от начините за манипулиране и контролиране на общественото мнение.
Изнасянето на компромат обикновено цели и има пагубно значение за кариерата на хората, срещу които той е насочен.
Използването на компромати е масова практика. Често те се използват в предизборни кампании, както в България, така и по света.